# 古希腊悲剧
古希腊悲剧的真正起源已经不可參究。现在一般认为起源于酒神祭祀。在祭祀中，合唱队会表演歌舞祭祀酒神戴歐尼修斯，这种歌舞被称为“酒神颂”。“酒神颂”发展到后来，逐渐扩大到神话和英雄传说的范围——悲剧的形式逐步发展和完善，成为一种固定的叙事体。西方的哲學性格传统根源於古希腊悲剧。

## 形成

### 要素
希臘悲劇通常是以古希臘神話英雄的悲壯故事為題材，經由劇場的表演，帶給觀眾一種崇高的悲壯美，藉以淨化觀眾的心境而暫時脫離人世生活的烦恼，酒神祭典中的種種狂歡作為，比如：吃生羊肉、喝葡萄酒、擊奏樂器、披山羊皮、跳扭扭舞、唱山羊歌等等，就具備了戲劇的雛型。再搭配上古希臘英雄悲壯曲折、雄渾豪邁的故事情節，於是造就希臘悲劇的誕生。
現代英語把「悲劇」稱為Tragedy，其就是從古希臘語Tragodie或Tragodia演變形成，這個字從Tragos加上ode等於山羊加上歌。換句話說，希臘悲劇就是「山羊之歌」的意思。至於酒神戴歐尼修斯祭典為什麼和悲劇联系起来，主要的原因，在于古希臘人对于悲剧的概念和现代人不同，悲剧不在于悲，而在于严肃和对高尚行为的模仿。，亚里士多德曾定义其为“悲剧是对一个严肃，完美，有宏大行为的模仿。”因此古希腊悲剧结尾不一定是悲惨的。也有观点认为，酒神的一生相當悲慘，儘管留下許多英雄事蹟，不過生平卻屢屢飽受妖魔鬼怪的迫害，所以在酒神祭典中狂歡的人們，在狂歡之中隱隱約約擁有部分哀悼的味道，而且他們在唱山羊歌時，也唱出很多悲歌，種種上述情況，也是希臘悲劇形成的原因之一。

### 雛型

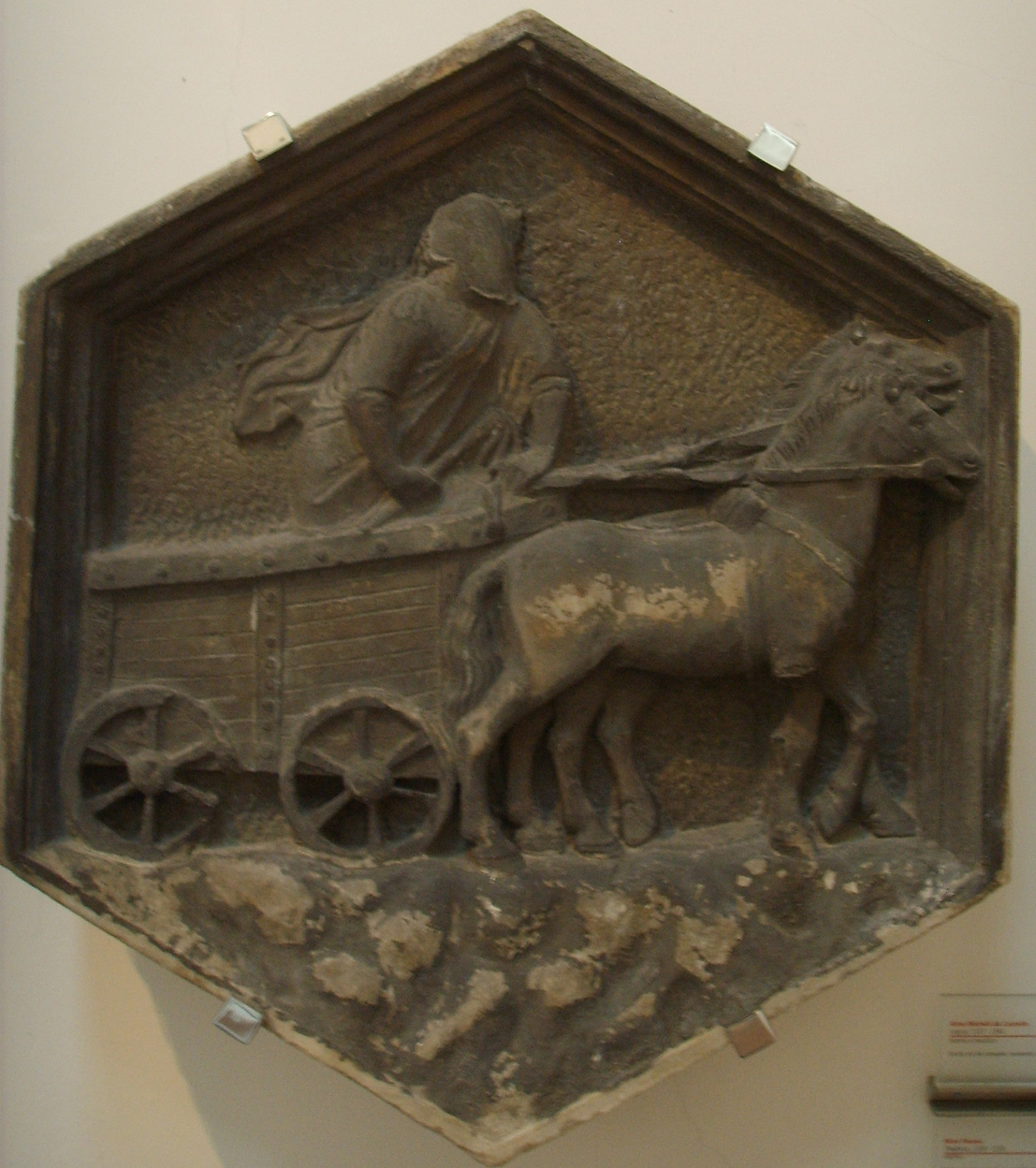
特斯皮斯坐在四轮马车上表演自己创作的剧本

诗人阿里翁被认为是第一个创作酒神颂的人。前六世紀，酒神颂傳到雅典，雅典人便加以改良，他們認為每次酒神颂，都唱著大同小異的歌詞，實在過於單調乏味。诗人泰斯庇斯就把酒神祭典中所唱的歌曲，改寫成對話式的悲劇對話劇本，這就是希臘悲劇有劇本的開端。到了西元前534年左右，希腊第一届戏剧竞赛举行，特斯皮斯自己当演员表演了自己创作的悲剧。
另外在原本的酒神祭典中，所有披山羊皮的少女和祭司，全是毫無規律、放縱隨意的唱歌跳舞，而沒有固定的節奏和指揮。就有斯泰西科拉斯（Stesichorus）擔任酒神祭典中少女祭司合唱的指揮，為了指揮上的方便，就為指揮者搭建台子，就是希臘戲劇中最早的舞台。本來指揮者只有一人，後來增至十多人，而且這些指揮者也成為悲劇的演員。在悲劇演員服裝方面，由披山羊皮，而到戴假面具，再到穿劇裝，經過這一系列的改良與變化，這時希臘悲劇的內容與形式，便宣告完備。

### 功用
早期雅典的悲劇，沒有固定表演的場所，後來建築固定的場所，造成了劇場的出現，例如西元前340年，所完成的「狄俄倪索斯劇場」，就可以容納三千多名觀眾。伯里克利時代的雅典，特別重視國民教育和娛樂，規定城邦的人民，不論貧富賤貴，都得看戲，這時是希臘悲劇發展的黃金年代。不過在此之前的希臘悲劇，全部都是希臘神話英雄冒險故事為主要表演題材，歌頌他們的英雄事績，用來教化人民，不過到了伯里克利時代，黨派的爭鬥越演越烈，這時的悲劇轉變成為政治鬥爭的工具，假借古英雄的某種事件，來含沙射影嘲諷或勸諫當代人物。

## 組成

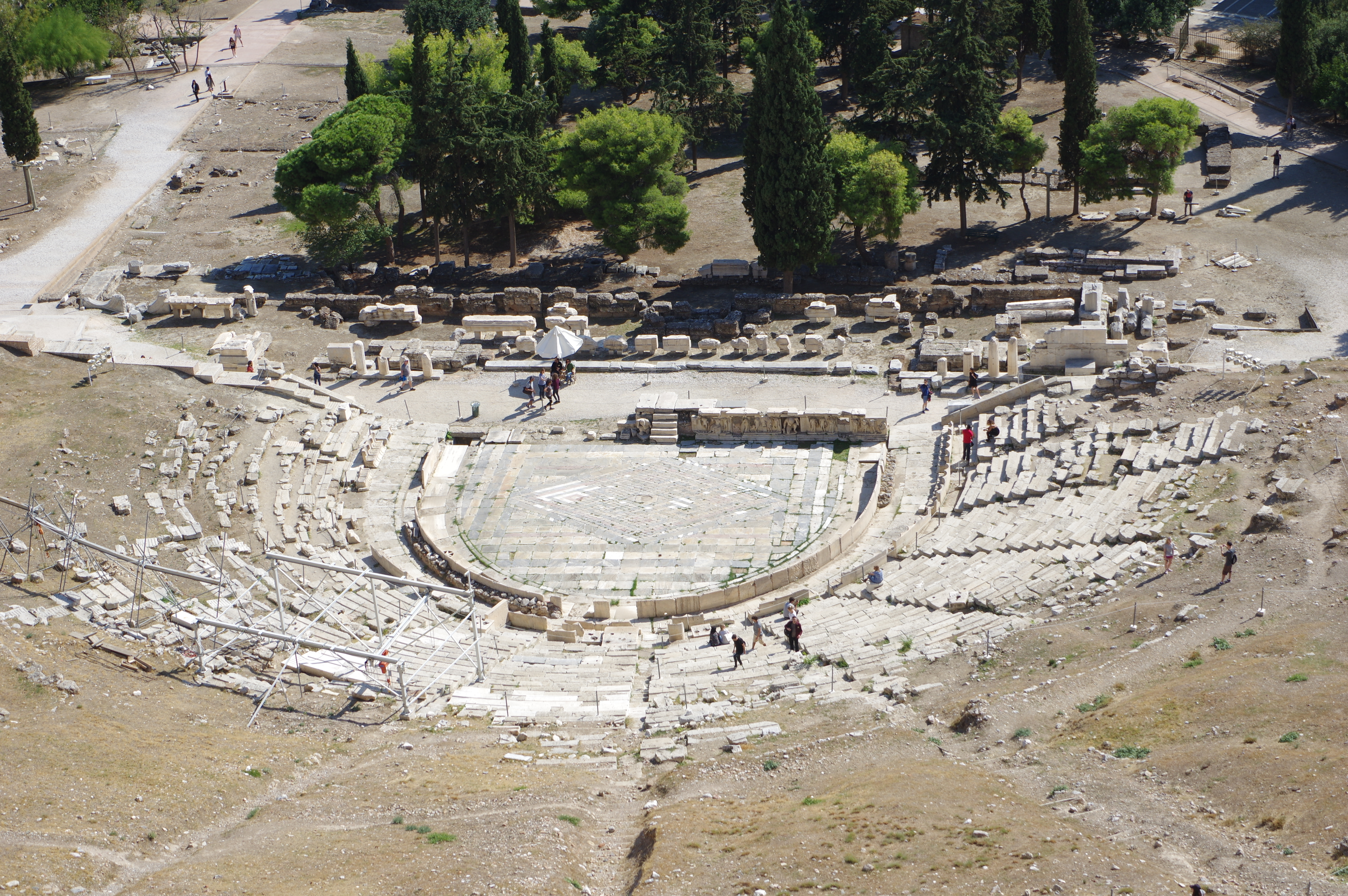
雅典狄俄尼索斯剧院的遗址

希腊悲剧，其演出一般分為五個組成部分：

### 開場
藉由對話或獨白，向台上觀眾簡單明暸說明戲劇情節的背景，一般安排在戲劇上演前。通常這時候，還算平靜無聲，不過卻也能製造出氣氛，但是有些劇本一上來便是進場歌，而省略這一部分。欧里庇得斯演出某些戲劇時，就一個角色獨白作為開場。

### 進場歌
歌隊一邊唱歌一邊跳舞，通過「入口處」步入「歌舞池」。

### 場次
到了這個時侯，則是演員出場的時間，正戲就是這個時侯開始。此部分就等於現代戲的一場、一幕或一景。

### 合唱歌
一場戲劇演出結束後，歌隊在歌舞池中一邊歌唱、一邊跳舞。其歌詞的內容可能有多種變化，例如：對前場發生的情節表達意見，或對接下來浮現的情節表達期望或疑慮，也可增加新的內容，進一步加強劇情的可看性。唱完合唱歌之後，接下來又上演另一場戲劇。一個悲劇通常則是四場，少則有三場，多則有六場。

### 退場
到了這個時侯，便是歌隊退場時進行最後的演唱，試圖使這個戲劇圓滿結束。

## 三大悲剧诗人
古希腊历史上诞生了著名的三大悲剧诗人，他们代表了古希腊悲剧艺术“兴起－繁荣－衰落”各个时期的最高成就：

### 埃斯库罗斯
埃斯库罗斯身处古希腊悲剧刚形成的时期。他最早引入了第二位演员，这使得古希腊戏剧从带有颂歌性质的一人表演转化为表现两人之间的矛盾冲突的文学作品。他注意塑造人物形象，突出戏剧对话的重要性，为古希腊悲剧定型，故被称之为“悲剧之父”。
其主要作品为《被缚的普罗米修斯》《俄瑞斯特亚》三联剧。前者讲述了“盗火者”普罗米修斯从天界为人类带来光明与温暖，甘受宙斯惩罚的故事。后者写阿伽门农之死和俄瑞斯特亚为父报仇的故事。

### 索福克勒斯
索福克勒斯对古希腊悲剧的改进首先在于他引入了第三个演员，对话和动作大大增强，降低合唱队的重要性。通过这样的改进，矛盾冲突通过三个人物和大量对话得以充分的体现出来，被称为“戏剧艺术的荷马”。
其代表作为《伊底帕斯王》和《安提戈涅》。前者是标志着希腊悲剧艺术完美结构的典范，以倒叙“追凶”的方式讲述了伊底帕斯王发现自己就是“弒父恋母”的罪魁祸首。其悲剧的感染力特别使人震撼。也使“伊底帕斯情结”被后世心理学家当成了“恋母情结”的代名词。后者讲述了限于法律和神律的两难境地的安提戈涅的悲剧，两部剧都带有命运不可战胜的色彩，但同时也都歌颂了人与命运斗争的勇气和精神。

### 欧里庇得斯
欧里庇得斯处于雅典由盛转衰之际，曾在雅典地位崇高的神开始受到怀疑。欧里庇得斯反映了这种时代的危机，他作品的主人公基本是平常的人，还有很多弱点，而非埃斯库罗斯和索福克勒斯那样写半人半神的英雄。他十分善于描绘人物的心理，特别是女性心理，被后世称为“心理戏剧的鼻祖”。
其代表作有《美狄亚》。写取回金羊毛的英雄依阿宋的妻子美狄亚不惜杀害自己的孩子复仇的故事。在后来的女权主义者看来最早提出了妇女问题。

## 特色
希腊悲剧的表现主题不在于悲剧性的故事本身，而是在于表现崇高壮烈的英雄主义思想。根据亚里斯多德在论述古希腊悲剧的专著《诗学》中的定义，古希腊悲剧“描写的是严肃的事件，是对有一定长度的动作的摹仿；目的在于引起怜悯和恐惧，并导致这些情感的净化；主人公往往出乎意料的遭到不幸，从而成悲剧，因而悲剧的冲突，成了人和命运的冲突”。

## 漢譯与研究
中華人民共和國成立后，开始組織有古希臘語專業水平的文化人從原文譯出埃斯库罗斯、索福克勒斯、欧里庇得斯現存全部的作品。
- 1952年由羅念生和周作人合作，将埃斯库罗斯和索福克勒斯的大部作品，欧里庇得斯的全部剧本译出[13]。
- 1986年陳洪文和水建馥合编《古希腊三大悲剧家研究》。
- 2007年由张竹明和王煥生合作，将古希腊悲剧的全部作品译出，译林出版社出版。

### 引用
1. 1 2  馮作民. . . 1979: 796-797頁.
2. ↑  张竹明，王焕生，古希腊悲喜剧全集，译林出版社，2007年
3. ↑  亚里士多德，《论诗》第六章
4. ↑  希罗多德《历史》1.23
5. ↑  贺拉斯《诗艺》275-277行
6. ↑  馮作民. . . 1979: 797頁.
7. 1 2  馮作民. . . 1979: 797–798頁.
8. 1 2 3 4 5  王尚德. . . 2010: 234–236頁.
9. ↑  馮作民. . . 1979: 798–800頁.
10. ↑  馮作民. . . 1979: 800–803頁.
11. ↑  馮作民. . . 1979: 803–805頁.
12. ↑  王曾才. . . 2006: 116–120頁.
13. ↑  周作人：《知堂回想录（下）》，第429页